# Euthanasie in België
Euthanasie in België is mogelijk sinds de Wet betreffende de euthanasie tijdens de paarsgroene regering-Verhofstadt I in het parlement werd aangenomen en op 28 mei 2002 afgekondigd.
België is, na Nederland, het tweede land ter wereld waar euthanasie onder voorwaarden is gelegaliseerd. De euthanasiewet werd voor het eerst door een rechter toegepast tijdens het euthanasieproces voor het Gentse hof van assisen in januari 2020. 

## Goedkeuring van de euthanasiewet van 2002
Het wetsvoorstel van Philippe Mahoux (PS), Jeannine Leduc (PVV/VLD), Philippe Monfils (MR), Myriam Vanlerberghe (SP), Marie Nagy (Ecolo) en Jacinta De Roeck (Agalev) werd op 16 mei 2002 door een paarsgroene meerderheid in de Kamer goedgekeurd met 86 stemmen voor, 51 stemmen tegen en 10 onthoudingen. De leiding van de Waalse liberalen verbood hierbij haar fractie volgens het eigen geweten te stemmen, zoals het in dit soort ethische kwesties gebruikelijk is. In de Senaat werd het wetsontwerp eerder al goedgekeurd op 25 oktober 2001 met 44 stemmen voor, 23 tegen en 2 onthoudingen. De CD&V en het Vlaams Blok stemden samen met drie Franstalige liberalen (Olivier de Clippele en Christine Cornet d'Elzius van de PRL en Nathalie de T'Serclaes van het MCC) tegen. Een andere PRL’er (Alain Destexhe) en Paul Galand van Ecolo onthielden zich.
Op 28 mei 2002 werd de wet door Koning Albert II bekrachtigd. Hiermee werd België na Nederland het tweede land ter wereld met een euthanasiewet die euthanasie onder bepaalde voorwaarden depenaliseert.
De wet bestaat uit zes hoofdstukken:
- Hoofdstuk I - Algemene bepalingen
- Hoofdstuk II - Voorwaarden en procedure
- Hoofdstuk III - De wilsverklaring
- Hoofdstuk IV - Aangifte
- Hoofdstuk V - De Federale Controle- en Evaluatiecommissie
- Hoofdstuk VI - Bijzondere bepalingen

De ethici Hugo Van den Enden (1938-2007, UGent; Recht op Waardig Sterven), Etienne Vermeersch (1934-2019, UGent), medicus Wim Distelmans (°1952, VUB) en SP.A-politicus Fred Erdman waren belangrijke protagonisten bij het legaliseren van euthanasie in België.

## De Federale Controle- en Evaluatiecommissie

### Taak
De Federale Controle- en Evaluatiecommissie Euthanasie (FCEE) is ermee belast om na te gaan of de euthanasie die werd toegepast door een arts, werd uitgevoerd volgens de voorwaarden en de procedure voorgeschreven door de wet van 28 mei 2002 betreffende de euthanasie. Haar opdracht is tweeledig:
- De Commissie onderzoekt één keer per maand de registratiedocumenten inzake euthanasie die de artsen invullen en doorsturen telkens zij een euthanasie hebben uitgevoerd. In geval van twijfel kan de Commissie aan de arts vragen, haar alle elementen van het medisch dossier met betrekking tot de euthanasie te bezorgen. Zij spreekt zich uit binnen een termijn van twee maanden en indien zij oordeelt dat de door de wet voorgeschreven voorwaarden niet werden vervuld, dan bezorgt zij het dossier aan de Procureur des Konings van de plaats waar de patiënt is overleden.
- De commissie moet ook om de twee jaar een rapport uitbrengen dat uit drie delen bestaat:
  - een statistisch verslag waarin de informatie uit het tweede deel van het registratiedocument is verwerkt
  - een verslag waarin de toepassing van de wet wordt toegelicht en geëvalueerd
  - eventuele aanbevelingen die kunnen leiden tot een wetgevend initiatief en/of andere maatregelen inzake de uitvoering van de wet.[4]

### Samenstelling
De Federale Controle en Evaluatie Commissie Euthanasie bestaat uit zestien effectieve leden en zestien plaatsvervangende leden die aangesteld zijn bij Koninklijk Besluit. De commissieleden worden verkozen voor een mandaat van vier jaar door de Kamer van Volksvertegenwoordigers. Bij de samenstelling moet rekening gehouden worden met de taalpariteit (evenveel Nederlands- als Franstaligen) en het pluralistisch karakter van de commissie alsook met een minimumvertegenwoordiging van drie leden van elk geslacht binnen elke taalgroep. De Commissie wordt voorgezeten door een Franstalige en een Nederlandstalige covoorzitter, zijnde respectievelijk Gilles Genicot en Wim Distelmans. De Commissie is samengesteld uit drie categorieën van leden, met name:
- Acht (effectieve) leden zijn doctor in de geneeskunde, van wie er minstens vier docent, hoogleraar of emeritus hoogleraar zijn aan een Belgische universiteit: Chris Verslype (N), Didier Giet (F), Etienne De Groot (N), Wim Distelmans (N), Philippe Boxho (F), Charles Kornreich (F) (ontslagnemend), Corinne Vaysse-Van Oost (F), Anne Desodt (N);
- Vier (effectieve) leden zijn docent, hoogleraar of emeritus hoogleraar in de rechten aan een Belgische universiteit of advocaat: Christophe Lemmens (N), Jacqueline Herremans (F), Gilles Genicot (F), Walter De Bondt (N);
- Vier (effectieve) leden komen uit kringen die belast zijn met de problematiek van ongeneeslijk zieke patiënten: Magali De Jonghe (N), Thérèse Locoge (F), Chantal Gilbert (F), Jacinta De Roeck (N).

### Kritiek
Op de werking van de controle- en evaluatiecommissie is er zowel vanuit België als het buitenland kritiek geuit. Zo stelden Casteur en Mortier dat voorzitter Distelmans zich als rechter en partij profileert en gaf Theo Boer aan dat de positie van Distelmans in andere landen onhoudbaar zou zijn, omdat de toetsing van euthanasie in België lijkt op de slager die zijn eigen vlees keurt. Het feit dat in de eerste 13 jaar werking van de commissie slechts 1 casus werd doorgestuurd naar het parket roept bij sommige artsen vragen op. Critici vinden dan ook dat de commissie vervangen zou moeten worden door een college van magistraten, al dan niet geadviseerd door artsen, omdat ze de taak heeft te bepalen of handelingen eventueel onder de strafwet vallen.
Het Europees Hof voor de Rechten van de Mens oordeelde in 2022 over een euthanasie die Distelmans had uitgevoerd, dat er onvoldoende waarborgen zijn voor de onafhankelijkheid van de Controlecommissie. Ongeacht of Distelmans zelf betrokken was bij de beslissing van de Commissie (die vond dat de wettelijke voorwaarden vervuld waren in deze zaak). Het Hof besliste wel dat de euthanasiewetgeving en de uitvoering van deze euthanasie geen inbreuk maakten op artikel 2 van het Europees Verdrag van de Rechten van de Mens (het recht op leven).

## Voorwaarden
De voorwaarden voor euthanasie in België zijn: het moet gaan om aanhoudend ondraaglijk en uitzichtloos fysiek of psychisch lijden, dat het gevolg is van een ernstige en ongeneeslijke, door ongeval of ziekte veroorzaakte aandoening (waaraan de patiënt evenwel niet noodzakelijk binnen afzienbare tijd wordt verwacht te overlijden). Het verzoek tot euthanasie dient vrijwillig, overwogen en herhaald te zijn, en niet tot stand gekomen als gevolg van enige externe druk. Ook de verder in de wet beschreven voorwaarden en procedures moeten nageleefd worden.
België kent geen 'recht' op euthanasie. Een arts kan weigeren te euthanaseren en kan niet gedwongen worden tot euthanasie over te gaan. Ook andere personen kunnen niet gedwongen worden mee een euthanasie uit te voeren. Of een rechtspersoon (ziekenhuis, zorginstelling) euthanasie kan verbieden binnen hun instelling, was omstreden. Weliswaar bleek uit vroege Kamerdebatten dat instellingen dit recht zouden hebben, maar de burgerlijke rechtbank van Leuven oordeelde in juni 2016 dat alleen een arts gewetensbezwaren kan inroepen, en veroordeelde bijgevolg een zorginstelling die de euthanasie had verhinderd. De Raad van State (afdeling wetgeving) stelt ook dat zorginstellingen hun patiënten of bewoners niet kunnen verbieden euthanasie te vragen. De wetswijziging in 2020 verbied elke clausule die een arts niet toelaat om euthanasie toe te passen. De Orde van Artsen sluit zich hierbij aan.

## Bijkomende voorwaarden en procedure
Deze verschillen naargelang de patiënt op het ogenblik dat de euthanasieaanvraag aan de orde komt bewust is dan wel onomkeerbaar buiten bewustzijn verkeert, en naargelang hij of zij zoals de wet zegt "kennelijk binnen afzienbare tijd" zal sterven ('terminaal') of "kennelijk niet binnen afzienbare tijd" ('niet-terminaal').

### Bewust en terminaal
Wanneer de patiënt bewust en terminaal is - wat het meest voorkomt - moet de patiënt zijn vraag niet alleen mondeling maar ook onder de vorm van een 'schriftelijk verzoek' bevestigen. Dit is een handgeschreven euthanasieverzoek - bijvoorbeeld: "Ik, [voornaam familienaam], vraag dat de arts euthanasie op mij uitvoert." Indien de patiënt niet meer kan schrijven mag een meerderjarige derde die door de patiënt gekozen is en geen materieel belang heeft bij het overlijden dit neerschrijven in aanwezigheid van een arts. Het schriftelijk verzoek wordt bewaard in het medisch dossier. Tussen de vraag en de uitvoering voorziet de wet dat de arts “meerdere gesprekken voert met de patiënt die, rekening houdend met diens gezondheidstoestand, over een redelijke periode worden gespreid” [28 mei 2002, art. 3.§2 2°]. Een andere arts, onafhankelijk en bevoegd om over de aandoening te oordelen, vergewist zich ervan dat het gaat om aanhoudend ondraaglijk fysiek of psychisch lijden dat niet gelenigd kan worden. Iedere arts kan deze rol opnemen. In de praktijk zijn het vaak artsen bekwaam in palliatieve zorg en artsen van de pressiegroep LEIF.

### Bewust en niet terminaal
Indien de patiënt bewust maar niet terminaal is, kan de euthanasie ten vroegste een maand na de datum van het schriftelijk verzoek worden uitgevoerd. Bovendien moet in dat geval nog een derde arts geraadpleegd worden, eveneens onafhankelijk van de patiënt en de behandelende arts, en psychiater of specialist in de aandoening in kwestie.
De arts moet zowel de terminale als de niet terminale patiënt inlichten over zijn gezondheids-toestand en zijn levensverwachting, met hem overleg plegen over zijn verzoek en met hem de eventueel nog resterende therapeutische mogelijkheden bespreken, alsook die van de palliatieve zorg. Hij moet met de patiënt tot de overtuiging komen dat er geen redelijke andere oplossing is.
De arts moet de naasten die de patiënt aanduidt op de hoogte brengen. Als de patiënt dat echter niet wil, moet de arts dat niet doen, zelfs niet bij chronisch depressieve personen.

### Niet meer bij bewustzijn
Euthanasie is bij patiënten die volgens de huidige stand van de wetenschap onomkeerbaar ‘niet meer bij bewustzijn zijn’ zijn (bv. vegetatieve toestand na ongeluk of cerebrovasculair accident) enkel mogelijk indien de persoon voordien een ‘voorafgaandelijke wilsverklaring betreffende euthanasie’ heeft opgesteld. Deze wilsverklaring dient mede ondertekend te zijn door twee meerderjarige getuigen (waarvan minstens één geen materieel belang mag hebben bij het overlijden). Ze gold alleen indien zij minder dan vijf jaar vóór het moment waarop de betrokkene zijn wil niet meer kan uiten, was opgesteld of bevestigd. Na een wetswijziging in 2020 zijn wilsverklaringen (opgesteld of hernieuwd na 2 april 2020) onbeperkt geldig in de tijd. Ze blijven herroepbaar op elk moment. In deze wilsverklaring kunnen één of meer meerderjarige vertrouwenspersonen aangewezen worden, die de behandelende arts in dat geval op de hoogte zullen brengen van de wil van de patiënt. Dit document kan – maar hoeft niet – geregistreerd te worden bij de dienst bevolking van de stad of gemeente. Belangrijker dan registratie is dat relevante personen een exemplaar van dit document ontvangen: de huisarts en/of behandelende arts-specialist, familieleden of vertrouwenspersoon, of dat dit gevoegd wordt bij het medisch dossier van de instelling waar men verblijft.
Deze ’Voorafgaande wilsverklaring ingeval ik onomkeerbaar buiten bewustzijn ben’ is niet vereist voor een euthanasie bij een bewuste patiënt. Daar volstaat het schriftelijk verzoek zoals hierboven beschreven. Met dergelijke wilsverklaring euthanasie kan men ook geen euthanasie verkrijgen wanneer men onomkeerbaar verward is maar wel nog bewust, bijvoorbeeld in geval van dementie.
Bij alle euthanasievragen, terminaal of niet, comateus of niet, bespreekt de arts deze met het verplegend team indien dit er is en in regelmatig contact staat met de patiënt, alsook met de vertrouwenspersoon en de naasten indien de patiënt dit wenst. Altijd blijft elke arts vrij om al of niet op een euthanasieverzoek in te gaan. Hij dient hierover tijdig en open te communiceren.
Na de euthanasering is er ten slotte een toetsing voorzien door de Federale Controle- en Evaluatiecommissie Euthanasie: de arts is verplicht elke uitgevoerde euthanasie aan te geven aan deze commissie door middel van een registratiedocument.
Het UZ Brussel (Jette) introduceerde in december 2011 de eerste 'levenseindekliniek' in België. Er wordt geen euthanasie uitgevoerd maar wel bemiddeld rond mogelijke vragen over het levenseinde. Het nieuwe centrum biedt ruimte voor consultatie en hospitalisatie voor die gevallen waar in andere zorginstellingen werd geoordeeld dat euthanasering niet geoorloofd was.

## Aantal euthanasiegevallen 2003-2024
| Jaar | Aantal | Evolutie t.o.v. vorig jaar | Aandeel % Totaal Aantal Overlijdens | Notities & Referenties                                                         |
| ---- | ------ | -------------------------- | ----------------------------------- | ------------------------------------------------------------------------------ |
| 2003 | 235    |                            | 0,22%                               | Eerste volledig jaar.                                                          |
| 2004 | 349    | +49 %                      | 0,34%                               | [ 25 ] [ 26 ]                                                                  |
| 2005 | 393    | +13 %                      | 0,38%                               | [ 25 ] [ 26 ]                                                                  |
| 2006 | 429    | +9 %                       | 0,42%                               | [ 25 ] [ 26 ]                                                                  |
| 2007 | 495    | +15 %                      | 0,49%                               | [ 25 ] [ 26 ]                                                                  |
| 2008 | 704    | +42 %                      | 0,67%                               | [ 27 ] [ 26 ]                                                                  |
| 2009 | 822    | +17 %                      | 0,79%                               | [ 26 ]                                                                         |
| 2010 | 953    | +16 %                      | 0,91%                               | [ 26 ]                                                                         |
| 2011 | 1.133  | +19 %                      | 1,09%                               | [ 26 ]                                                                         |
| 2012 | 1.432  | +26 %                      | 1,31%                               | [ 26 ]                                                                         |
| 2013 | 1.807  | +26 %                      | 1,65%                               | [ 26 ]                                                                         |
| 2014 | 1.928  | +7 %                       | 1,84%                               | [ 26 ]                                                                         |
| 2015 | 2.022  | +5 %                       | 1,83%                               | [ 26 ]                                                                         |
| 2016 | 2.028  | +0 %                       | 1,88%                               | [ 26 ]                                                                         |
| 2017 | 2.309  | +14 %                      | 2,11%                               | [ 26 ]                                                                         |
| 2018 | 2.357  | +2 %                       | 2,13%                               | [ 26 ]                                                                         |
| 2019 | 2.655  | +13 %                      | 2,44%                               | [ 26 ]                                                                         |
| 2020 | 2.444  | -8 %                       | 1,93%                               | De coronacrisis of het euthanasieproces zijn mogelijke redenen voor de daling. |
| 2021 | 2.699  | +10 %                      | 2,40%                               | [ 29 ]                                                                         |
| 2022 | 2.966  | +10 %                      | 2,55%                               | [ 30 ]                                                                         |
| 2023 | 3.423  | +15 %                      | 3,08%                               | [ 30 ]                                                                         |
| 2024 | 3.991  | +17 %                      | 3,56%                               | Inclusief 120 buitenlanders waarvan 106 Fransen                                |

Alle rapporten van de euthanasiecommissie bevestigen de trend dat er veel meer registraties zijn door Vlaamse artsen dan door Franstalige artsen: 81 procent in Vlaanderen, tegenover slechts 19 procent Franstalige aangiften (periode 2012-2013). De rapporten geven geen verklaring voor deze opvallende, aanhoudende discrepantie tussen de taalgemeenschappen. Professor Wim Distelmans (VUB), oncoloog en voorzitter van de Federale Controle- en Evaluatiecommissie Euthanasie, beweerde in 2006 dat het werkelijk aantal gevallen van euthanasering in Franstalig België hoger ligt en Franstalige artsen veel minder aangifte zouden doen. Hij weet dat aan socioculturele verschillen tussen de artsen aan beide zijden van de taalgrens. In 2024 waren er 3.042 nederlandstalige registraties (76,2%) en  949 franstalige (23,8%) waarvan 106 voor Fransen.

## Kritiek
Hoewel in de lage landen de meerderheid van de bevolking pro euthanasie is, wordt er vanuit bepaalde christelijke groeperingen kritiek geuit op de wet. De bisschoppen van de Belgische Kerkprovincie publiceerden op 16 mei 2002 een gezamenlijke verklaring waarin euthanasie afgekeurd wordt en palliatieve zorg als enige mogelijke optie naar voren wordt gebracht. Volgens een studie uit 2008 van de Vrije Universiteit Brussel, gepubliceerd in het medisch tijdschrift British Medical Journal, zijn euthanasie en palliatieve zorg in België niet antagonistisch, maar wederzijds versterkend geweest.
Kardinaal Danneels verklaarde in de Braambosuitzending van 13 april 2008 in verband met de wet m.b.t. euthanasie en de eventuele uitbreiding ervan "... dat het gaat om een keuze tussen twee beschavingen, een beschaving van de mensen die van zichzelf helemaal meester (willen) zijn en een beschaving waar er voor een God en het bovenmenselijke nog plaats is ... ik denk dat het een uitwas is van een typische ontwikkeling, ik zou bijna zeggen van een kankerachtige groei van het bewustzijn dat in de renaissance gelukkig ontwaakt is maar dat nu bijna kankerachtige proporties heeft aangenomen, dat nu op hol slaat."
Critici zoals advocaat Fernand Keuleneer vinden dat men in België de oorspronkelijke bedoeling van de euthanasiewet ver voorbij is gegaan en dat euthanasie er in een aantal gevallen neerkomt op 'dood op bestelling'.
In 2015 drongen 65 professoren, psychiaters en psychologen in een open brief in De Morgen erop aan om het toelaten van euthanasie op basis van louter psychisch lijden uit de wetgeving te schrappen omdat de uitzichtloosheid van psychisch lijden onmogelijk te objectiveren is.

### Repliek
In katholieke ziekenhuizen is euthanasie meer aanvaard dan men op grond van het standpunt van de Katholieke Kerk in België zou verwachten. Dat betekent echter niet dan men er ook ontvankelijk tegenover staat. Volgens professor Wim Distelmans, oncoloog en voortrekker van het LEIF-netwerk, zijn vertragingsmaneuvers in katholieke ziekenhuizen en rusthuizen schering en inslag: "Zeker oudere en erg zieke patiënten hebben nood aan een doorverwijsplicht. Nu moet een patiënt zelf op zoek naar een andere arts wanneer zijn/haar behandelende arts niet wenst in te gaan op een euthanasievraag. Instellingen plukken iets uit de wetgeving dat niet van toepassing is, zoals de dertigdagenregel. Die moet enkel worden toegepast als de patiënt niet op korte termijn vanzelf zou sterven. Of men schuift de aanvraag op de lange baan door te verwijzen naar de ethische commissie of naar een stappenplan dat gevolgd moet worden. Er zijn ook doodzieke patiënten of zelfs rusthuisbewoners die te horen krijgen dat ze daarvoor naar huis moeten gaan. Mensen die geen eigen huis meer hebben, moeten dan onderdak vragen aan familie om te kunnen sterven. Het komt ook nog vaak voor dat dokters pijnstillende dosissen eigenhandig gaan verhogen, zonder overleg, of dat men de familie een “alternatief” opdringt. Artsen die tegen euthanasie zijn, hebben daar blijkbaar geen probleem mee. Ze vinden het psychologisch gezien makkelijker om iemand van een machine los te koppelen of in slaap te doen. Ze hebben dan de indruk dat ze niet zelf de hand in het overlijden hebben gehad. Ethisch is die spreidstand natuurlijk totaal verwerpelijk. Distelmans verwacht maar een brede attitudewijziging wanneer alle artsen in hun basisopleiding een verplicht vak over alle aspecten van het levenseinde krijgen. Zoals nu alleen aan de VUB gebeurt. Ook zouden rusthuizen en ziekenhuizen die de wet niet naleven, financieel gestraft moeten kunnen worden."
Zorgnet Vlaanderen kan zich niet vinden in de kritiek die door onder meer Distelmans wordt geuit: "De Humanistisch-Vrijzinnige Vereniging houdt ervan de oude tegenstellingen tussen katholieken en vrijzinnigen nieuw leven in te blazen. Katholieken weigeren euthanasie. Zij betuttelen de patiënt, ontnemen hem zijn recht op zelfbeschikking en laten hem afzien om het heilige respect voor het leven maar niet te hoeven schaden. Dat is volstrekte onzin. De voorzieningen aangesloten bij Zorgnet Vlaanderen passen de euthanasiewet wel degelijk toe. Het is onjuist te blijven verkondigen dat onze voorzieningen verboden worden de wet toe te passen. Het is bovendien unfair tegenover de honderden zorgverstrekkers, artsen, verpleegkundigen, ethische commissies die in de concrete praktijk gestalte geven aan menswaardige zorg bij het levenseinde."

## Latere ontwikkelingen (2002-heden)
Sedert 2002 werd de oorspronkelijke wet reeds meermaals aangepast: 
- 2024: de federale regering bereikt een akkoord om in de Kamer een amendement op de huidige euthanasiewet voor te stellen waarbij een proportioneel strafsysteem wordt ingevoerd. Tot nu toe kan een overtreding enkel vervolgd worden als "gifmoord".[43]
- 2020: wilsverklaring euthanasie is onbeperkt geldig, verbod op elke clausule die een arts verbiedt euthanasie uit te voeren,[15] doorverwijsplicht voor artsen die weigeren euthanasie te verlenen[44]
- 2019: wilsverklaring euthanasie na onomkeerbare coma: termijn uitgebreid naar 10 jaar, en zelfs onbepaald indien de verklaring is geregistreerd[45]
- 2016: wijziging samenstelling Federale Controle- en Evaluatiecommissie
- 2014: uitbreiding naar minderjarigen; wijziging samenstelling & verslag Federale Controle- en Evaluatiecommissie
- 2005: verantwoordelijkheid van de apotheker bij afleveren van euthanaticum

Anders dan in Wallonië is in Vlaanderen euthanasie zo goed als algemeen aanvaard. De Unie van Vrijzinnige Verenigingen (UVV) vroeg 1.916 Vlamingen en Brusselaars naar hun houding in belangrijke ethische kwesties. 85 procent van de ondervraagden beschouwt euthanasie zonder meer als aanvaardbaar. Ook in uitbreiding naar kinderen en dementen (die hun wilsbeschikking reeds vooraf hebben neergelegd) wenst 60 tot 84% van de ondervraagden een overheidsreglementering voor deze specifieke groepen (pasgeborenen, ernstig dementerenden en minderjarigen).
Sinds 2002 zijn er al wetsvoorstellen ingediend om de wetgeving voor dementerenden uit te breiden.

### Euthanasie voor minderjarigen
Met de wet van 28 februari 2014 werd de huidige euthanasiewet uitgebreid naar minderjarigen. Voorwaarden zijn dat de minderjarige "oordeelsbekwaam" is en dat de ouders of wettelijke vertegenwoordigers akkoord gaan met het verzoek. De wet voorziet de mogelijkheid tot euthanasie bij minderjarigen enkel in het geval van ondraaglijk en uitzichtloos fysiek lijden. De minderjarige kan geen verzoek indienen op basis van psychologisch lijden, wat bij verzoeken van volwassenen wel mogelijk is.
Het voorstel was ingediend door Jean-Jacques De Gucht (Open Vld) en Philippe Mahoux (PS) in de Senaat. In de Kamer stemden alle aanwezige parlementsleden van SP.A, PS, Open VLD en Groen voor, samen met Jean-Marie Dedecker (LDD) en de meesten van MR en Ecolo. De N-VA stemde verdeeld: 13 voor, 8 onthoudingen en één tegen. Naast de 8 N-VA'ers waren er ook onthoudingen van het FDF, Fouad Lahssaini (Ecolo) en Jacqueline Galant (MR). Alle aanwezige parlementsleden van CD&V, cdH en Vlaams Belang stemden tegen, samen met Peter Luykx (N-VA), Alexandra Colen, Ronny Balcaen (Ecolo), Thérèse Snoy (Ecolo), Philippe Collard (MR), Corinne De Permentier (MR), Marie-Christine Marghem (MR) en Laurent Louis.

### Rechtszaken
In oktober 2015 werd een dokter voor het eerst naar het gerecht doorverwezen door de Federale Controle- en Evaluatiecommissie die toezicht houdt op de euthanasiewetgeving. Het betrof de Antwerpse arts en voorzitter van de pressiegroep Recht op Waardig Sterven, Marc Van Hoey, die op 22 juni 2015 een 85-jarige vrouw had geëuthanaseerd die na de dood van haar dochter verklaard had levensmoe te zijn. Normaal moest een psychiater daarmee instemmen, maar dat gebeurde niet. Het dossier kwam aan het licht nadat de Australische televisiezender SBS World News over dit geval in september 2015 een documentaire had uitgezonden. Het gerecht besloot niet over te gaan tot vervolging.
In een arrest van 20 oktober 2022 oordeelde het Grondwettelijk Hof dat de wet te streng was, omdat zelfs een procedurefout kon gekwalificeerd worden als gifmoord. Het hof besloot dus dat de wet aangepast moet worden.

### Voltooid leven
Mensen op hoge leeftijd die vinden dat hun leven geen nut meer heeft en “voltooid” is, of levensmoe worden wanneer ze hun generatiegenoten een voor een zien sterven, zien geen waarde meer in hun leven en dringen dan aan op stervenshulp.
Het Belgisch Raadgevend Comité voor Bio-ethiek oordeelde echter in september 2017 dat levensmoeheid of “voltooid leven” geen basis kan zijn voor euthanasie volgens de wet van 2002. Als de federale parlementsleden het belangrijk vinden om tegemoet te komen aan de vraag van gezonde burgers om hun leven te beëindigen, dan zullen ze daartoe een andere wet in het leven moeten roepen, aldus psychiater Paul Cosyns, ondervoorzitter van het Comité.

### Hulp bij zelfdoding
Hoewel de wet dit strikt gezien niet vermeld, aanvaardt de Federale controle- en evaluatiecommissie euthanasie in België hulp bij zelfdoding door een arts op voorwaarde dat voldaan is aan zowel de inhoudelijke als aan de procedurele voorwaarden van euthanasie. Ook de Nationale Raad van de Orde der Artsen neemt sinds 2003 hetzelfde standpunt in.

## Bekende personen
Bekende personen die overleden na euthanasie zijn onder meer:
- Mario Verstraete op 30 september 2002
- Lily Boeykens op 22 november 2005
- Hugo Claus op 19 maart 2008
- Carl Ridders op 7 december 2008
- Tuur Van Wallendael op 18 november 2009
- Christian de Duve op 4 mei 2013
- Wilfried Martens op 9 oktober 2013
- Etienne Vermeersch op 18 januari 2019
- Nora Tilley op 20 juni 2019
- Marieke Vervoort op 22 oktober 2019
- Jan Ceuleers op 23 november 2020
- Bea Van der Maat op 27 juli 2023
- Aron Wade op 23 september 2024

### Voor euthanasie
- Recht op Waardig Sterven vzw
- LEIF

### Tegen euthanasie
- Pro Vita